# موجة غضب (مسلسل)
موجة غضب، مسلسل لبناني من إنتاج وإخراج إيلي س. معلوف، ومن تأليف زينة عبد الرزاق، ومن بطولة علي منيمنة، نيكول طعمة، فادي إبراهيم، جوي الهاني، جو صادر، حسين فنيش، وإيلي شالوحي.

## قصة المسلسل
تدور أحداث المسلسل في قالب اجتماعي تشويقي، ويتركز حول نور التي تعمل في محل للملابس الرجالية، وتقع في حب خليل الشاب الثري، وتتزوجه، لكنها تكتشف أنها تزوجت من الرجل الخاطيء.

## بطولة
- علي منيمنة
- نيكول طعمة
- جوي الهاني
- إيلي شالوحي
- جو صادر
- مونيانا مقهور
- هند خضرا
- حسين فنيش
- فادي إبراهيم

## وصلات خارجية
- صفحة المسلسل على موقع السينما.كوم